# Akoko South East
Akoko South East è una  delle diciotto aree a governo locale (local government areas) in cui è suddiviso lo stato di Ondo, in Nigeria. Estesa su una superficie di 530 chilometri quadrati, conta una popolazione di 82.426 abitanti.